# Emblyna wangi
Emblyna wangi is een spinnensoort in de taxonomische indeling van de kaardertjes (Dictynidae).
Het dier behoort tot het geslacht Emblyna. De wetenschappelijke naam van de soort werd voor het eerst geldig gepubliceerd in 1986 door Da-xiang Song & Zhou.